# エスケーアイ
株式会社エスケーアイ（英: S･K･I. Corporation）は、愛知県名古屋市中区に本社を置く携帯電話販売代理店業を主な業務とする企業。持株会社の株式会社サカイホールディングスが東京証券取引所スタンダード市場に上場している。

## 概要
会社名は創業者の酒井昌也（SAKAI）に由来する。
主な事業区域は東海地方および関東地方。ソフトバンクショップ、auショップのキャリア専門店と、オリジナルブランドである併売店・エスケーアイモバイルを展開する。
2007年度イメージキャラクターは川島なお美。

## 沿革
- 1991年（平成3年）3月 - 株式会社エスケーアイ（初代）設立。
- 1995年（平成7年）6月 - 兼松株式会社との業務委託契約により、携帯電話販売代理店業務を開始。
- 1998年（平成10年）3月 - 本社ビル完成により、現在地へ本社移転。
- 2000年（平成12年）1月 - ジェイフォン株式会社（現ソフトバンクモバイル株式会社）より出資。
- 2001年（平成13年）4月 - ジャスダックに株式を上場。
- 2001年（平成13年）6月 - KDDI株式会社との一次代理店契約を締結し、auショップの展開を開始。
- 2006年（平成18年）1月 - 株式会社ニュートン・フィナンシャル・コンサルティングと合弁会社である株式会社セントラルパートナーズを設立。同時に医療保険を主とするコールセンター事業へ進出。
- 2007年（平成19年）4月 - CMイメージキャラクターとして女優の川島なお美を起用。
- 2007年（平成19年）7月 - プライバシーマーク取得。
- 2009年（平成21年）9月28日 - 株式会社ティアと業務提携。エスケーアイマネージメント株式会社を設立し葬祭業に進出。
- 2013年（平成25年）11月 - 太陽光発電事業に進出。
- 2017年（平成29年）10月 - 持株会社体制に移行。携帯電話販売関連事業を株式会社エスケーアイ（2代）に承継し、株式会社エスケーアイ（初代）は株式会社サカイホールディングスへ商号変更。

## 不祥事
従業員が香典窃盗
2023年4月17日、エスケーアイマネージメントが運営する「ティア安城桜井」の従業員が、香典袋に入っていた現金12万円を盗んだ疑いで安城警察署に逮捕された。当時の社長は「敬意を損なう弊社従業員の行動は言語道断であり、どのようなお詫びをしても償えるものでない」とお詫びして謝罪した 。

## 連結子会社
株式会社サカイホールディングスの決算上での連結子会社となる会社は以下の通り。
- 株式会社エスケーアイ（本社:愛知県名古屋市・携帯電話販売業）
- 株式会社セントラルパートナーズ（本社:岐阜県大垣市・保険代理店業）
- エスケーアイ開発株式会社（本社:愛知県名古屋市・再生可能エネルギー事業、駐車場設置業）
- エスケーアイマネージメント株式会社（本社:愛知県知多市・葬祭業）